# Belarussisch-deutsche Beziehungen
Belarussisch-deutsche Beziehungen sind die außenpolitischen Beziehungen zwischen Deutschland und Belarus. Deutschland hat eine Botschaft in Minsk. Belarus besitzt eine Botschaft in Berlin, ein Generalkonsulat in München sowie zwei Honorarkonsulate in Cottbus und Hamburg.

## Bezeichnung
Im Deutschen ist die Bezeichnung Weißrussland noch traditionell verbreitet. Die offiziellen Stellen wie auch die deutsche Diplomatie verwenden in offiziellen deutschsprachigen Texten den Namen Belarus.
Früher wurde das Land auch Weißruthenien und im Sprachgebrauch in der DDR Belorußland genannt. Während des Zweiten Weltkriegs wurde der Begriff Weißruthenien verwendet, was das Bemühen des Reichsministers für die besetzten Ostgebiete, Alfred Rosenberg, widerspiegelte, die Weißrussen möglichst stark von den Großrussen zu unterscheiden.

## Geschichte

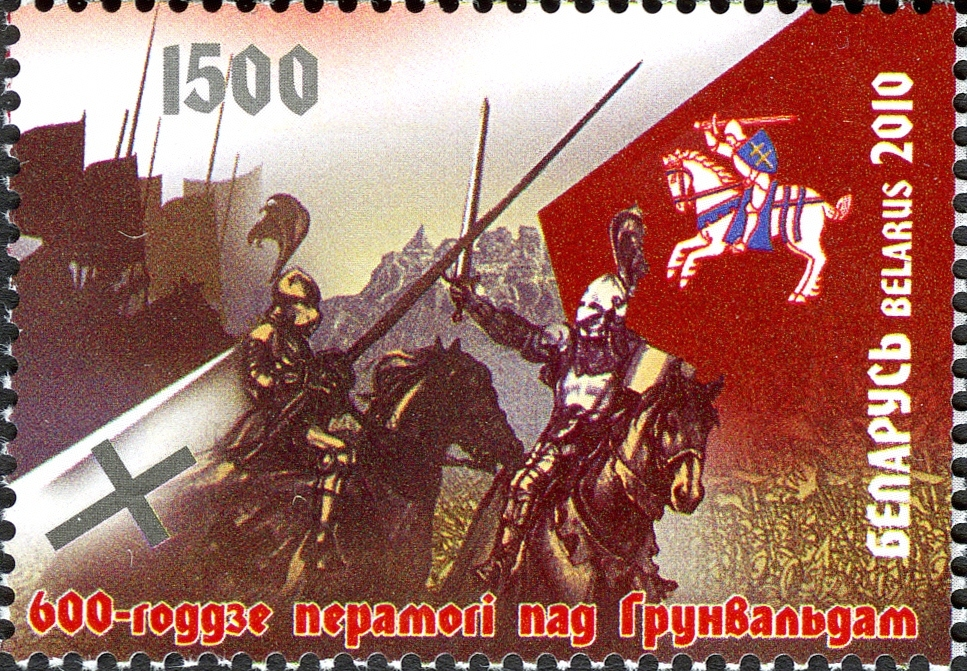
Belarussische Briefmarke anlässlich der 600-Jahr-Feier (belarussische Regimenter kämpften im litauischen Aufgebot)

In der Schlacht bei Tannenberg (1410) wurde der Deutsche Orden von der Streitmacht des Königreichs Polen sowie des Großherzogtums Litauen geschlagen. Litauen umfasste damals die belarussischen Gebiete, sodass das litauische Heer dabei auch aus belarussischen Kontingenten bestand.

### Erster Weltkrieg
Seit den Teilungen Polens (1772, 1793 und 1795) und somit auch während des Ersten Weltkriegs waren die belarussischen Territorien Teil des Russischen Kaiserreichs, sodass die Belarussen auf Seiten der Triple-Entente kämpften. Am 25. Februar 1918 rückten deutsche Truppen in Minsk ein. Am 3. März 1918 wurde in der Stadt Brest der Friedensvertrag von Brest-Litowsk zwischen Sowjetrussland und den Mittelmächten unterzeichnet.

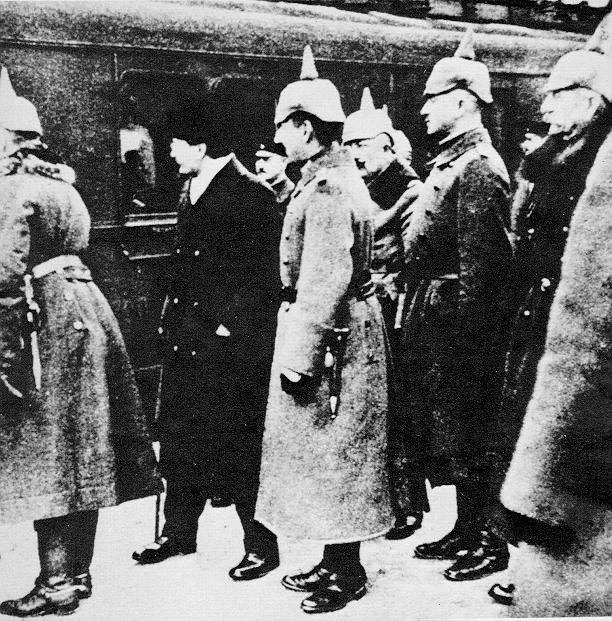
Leo Trotzki mit deutschen Offizieren in Brest

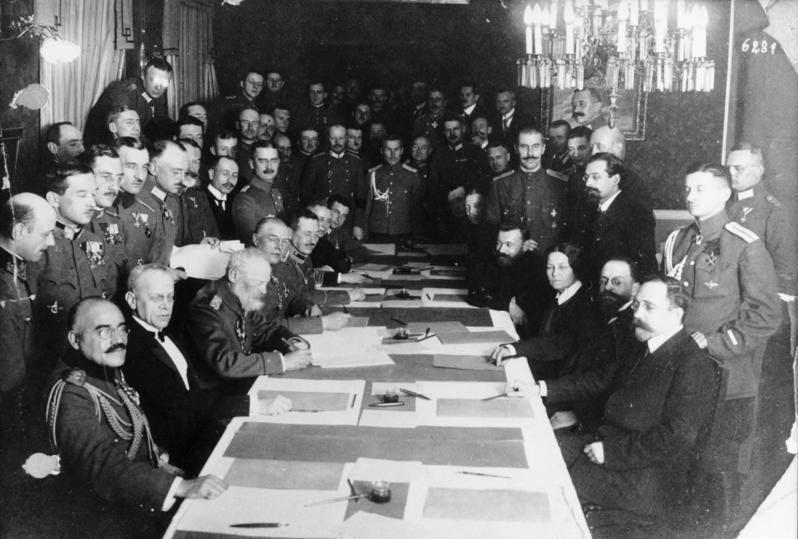
Die Unterzeichnung des Waffenstillstandsabkommens

Damit schied Sowjetrussland als Kriegsteilnehmer aus.
Unter deutschem Schutz, aber ohne das Einverständnis der Besatzungsmacht, wurde am 25. März 1918 zum ersten Mal die Unabhängigkeit proklamiert. Die „Rada“, das Exekutivorgan des I. Weißrussischen Volkskongresses, deklarierte die Loslösung von Sowjetrussland und rief die „freie und unabhängige Belarussische Volksrepublik“ („Belaruskaja Narodnaja Respublika“) aus, die weder vom Deutschen Reich noch von den Westmächten anerkannt wurde. Jedoch bedankte sich die Rada BNR in einem Telegramm bei Kaiser Wilhelm II. für die Besetzung von Belarus und betonte, dass sie für die Zukunft nur unter dem Protektorat des deutschen Staates ein gutes Schicksal ihres Volkes sähe. Die Belarussische Volksrepublik existierte nur ein halbes Jahr bis Herbst 1918, gilt aber historisch und im Bewusstsein der Belarussen als der Gründungsakt einer eigenen belarussischen Staatlichkeit. Die Rada BNR ist als Exilregierung bis heute aktiv.
Im Zuge der deutschen Novemberrevolution, der Hinfälligkeit des Vertrages von Brest-Litowsk und des Bürgerkrieges im benachbarten Russland, der auch auf Belarus übergriff, geriet der östliche Teil des Landes unter die Kontrolle der Kommunisten. Der westliche Teil des heutigen belarussischen Territoriums bildete den östlichen Teil des damaligen Polens.

### Zweiter Weltkrieg
Am 17. September 1939 erfolgte die Besetzung Ostpolens durch die Rote Armee. Im geheimen Zusatzprotokoll des deutsch-sowjetischen Nichtangriffspaktes wurden die Gebiete zwischen Slutsch und Bug (also ganz Belarus) der sowjetischen Interessensphäre zugeschlagen.
Ab 1940 wurde in Berlin das Periodikum Ranica – Der Morgen. Weißruthenische Zeitung in Deutschland, das sich gezielt an belarussische Emigranten richtete, herausgegeben und von der SS gefördert. Sie richtete sich an in Deutschland lebende Belarussen und versuchte diese für die Waffen-SS zu rekrutieren.
Im Sommer des Jahres 1941 überfiel Deutschland die Sowjetunion (Unternehmen Barbarossa) und die deutsche Wehrmacht eroberte Belarus innerhalb weniger Wochen im Zuge der Kesselschlacht bei Białystok und Minsk. Die Rote Armee evakuierte während des Einmarsches rund 20 % der belarussischen Bevölkerung nach Russland und vernichtete den Vorrat an Lebensmitteln.

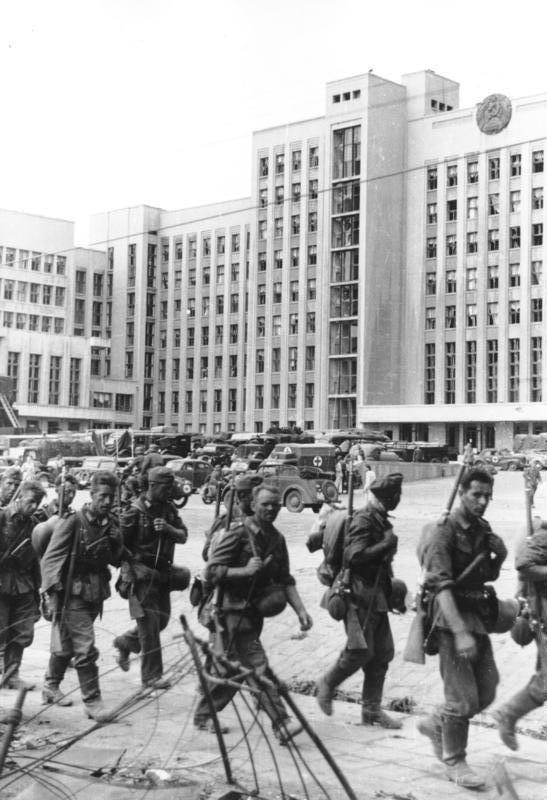
Deutsche Truppen in Minsk im August 1941, Aufnahme der Propagandakompanie

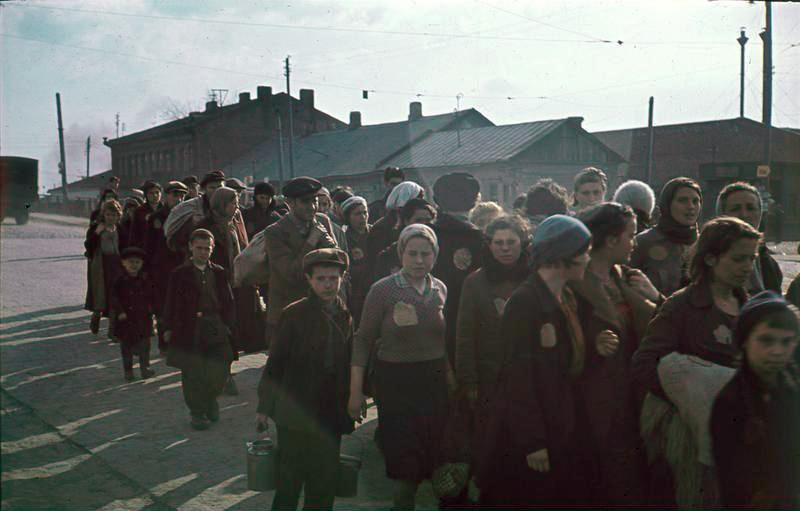
Abmarsch von als „Juden der Rasse nach“ gekennzeichneten Menschen in Minsk, Aufnahme von Ernst Herrmann aus dem Bundesarchiv

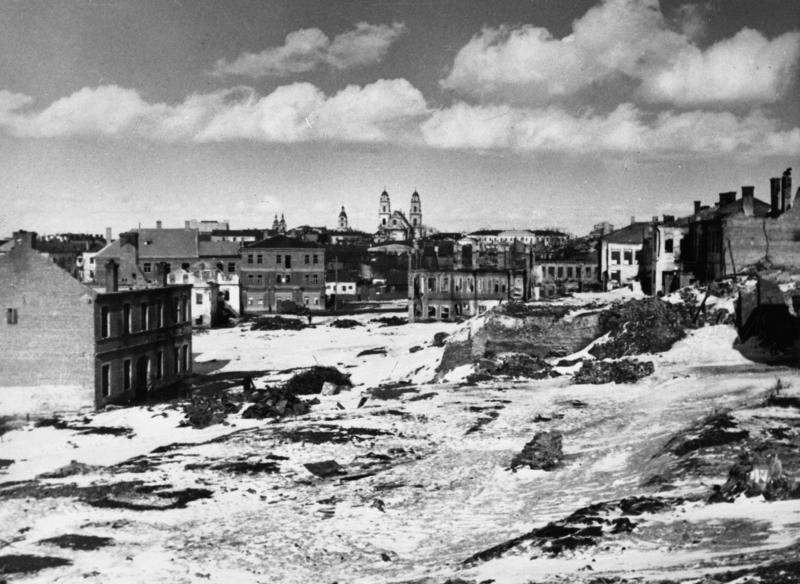
Zerstörungen in Minsk, 1941

Die deutsche Invasion brachte starke Zerstörungen. Obwohl man in vielen Gebieten Belarus anfangs froh über die sowjetische Niederlage war, enttäuschten die Deutschen die lokale Bevölkerung schnell.
Von 1941 bis 1944 ermordeten Wehrmacht und SS rund zweieinhalb Millionen Einwohner Belarus – mehr als ein Viertel der Bevölkerung. Die deutschen Soldaten führten einen Vernichtungskrieg gegen die Zivilbevölkerung. Es wurden mehr als 200 Städte und 9000 Dörfer zerstört. Vielfach trieben die deutschen Soldaten die Dorfeinwohner in Scheunen und brannten diese nieder, wie 1943 in Chatyn (nicht zu verwechseln mit Katyn). Heute ist dieser Ort nahe Minsk eine Gedenkstätte für die Opfer des Zweiten Weltkrieges. Allein in Minsk ermordete die deutsche Besatzungsmacht mehr als 100.000 Einwohner. Die jüdische Bevölkerung Belarus wurde fast vollständig ermordet. Etwa acht bis neun Prozent aller umgebrachten europäischen Juden stammten aus Belarus. Fast alle Städte des Landes waren völlig zerstört. Die Industriebetriebe waren um 85 Prozent, die Industriekapazität um 95 Prozent, die Saatfläche um 40 bis 50 Prozent, der Viehbestand um 80 Prozent zurückgegangen. Es gab nach dem Kriegsende drei Millionen Obdachlose. 25 Prozent der belarussischen Bevölkerung waren umgekommen. Weiterhin wurde ein Großteil der ethnischen Polen (etwa 300.000) in die Polen zugeschlagenen deutschen Ostgebiete zwangsumgesiedelt. Vor dem Zweiten Weltkrieg lebten in Belarus zehn Millionen Menschen. Erst gegen Ende der 1980er-Jahre hatte die Bevölkerungszahl wieder den Vorkriegsstand erreicht.
Während des Zweiten Weltkriegs wurde der Begriff Weißruthenien verwendet, was das Bemühen des Reichsministers für die besetzten Ostgebiete, Alfred Rosenberg, widerspiegelte, die Belarussen möglichst stark von den Großrussen zu unterscheiden.
Während der deutschen Besatzungszeit wurde in Belarus der „Weißruthenische Zentralrat“ (Bielaruskaja Centralnaja Rada – BCR) installiert, eine Marionettenregierung, die historische belarussische Staatsembleme benutzte. Vorsitzender des BCR war Radasłaŭ Astroŭski. Diese „Regierung“ verschwand nach dem Rückzug der deutschen Ostfront 1944. Am 25. März 1948 wurde der Weißruthenische Zentralrat als Exilregierung in Deutschland neugegründet, die in Konkurrenz zur Rada BNR stand. Auch andere Institutionen wie die Weißruthenische Heimwehr, das Weißruthenische Selbstschutzkorps, die Weißrussische Hilfspolizei, das Weißruthenische Jugendwerk oder das Weißruthenische Selbsthilfewerk wurden gegründet. Die Belarussische Unabhängige Partei (BNP) kollaborierte mit den deutschen Besatzern mit dem Ziel, einen belarussischen Nationalstaat zu errichten.
Die bewaffnete Widerstandsbewegung von Belarus galt als eine der stärksten Europas. Es gab über 1000 Partisanengruppen, welche zumeist kommunistisch, aber auch nationalistisch orientiert waren. Anfang 1943 begann die Rückführung der rund 10.500 Deutschen aus dem Gebiet der so genannten Heeresgruppe Mitte und aus Belarus. Diese Volksdeutschen wurden in den Warthegau (im besetzten Polen) und dem damaligen Deutschen Reich umgesiedelt. Im Herbst 1943 eroberte die Rote Armee den äußersten Osten des Landes wieder und im Sommer 1944 war das gesamte Land zurückerobert.

### Nachkriegszeit

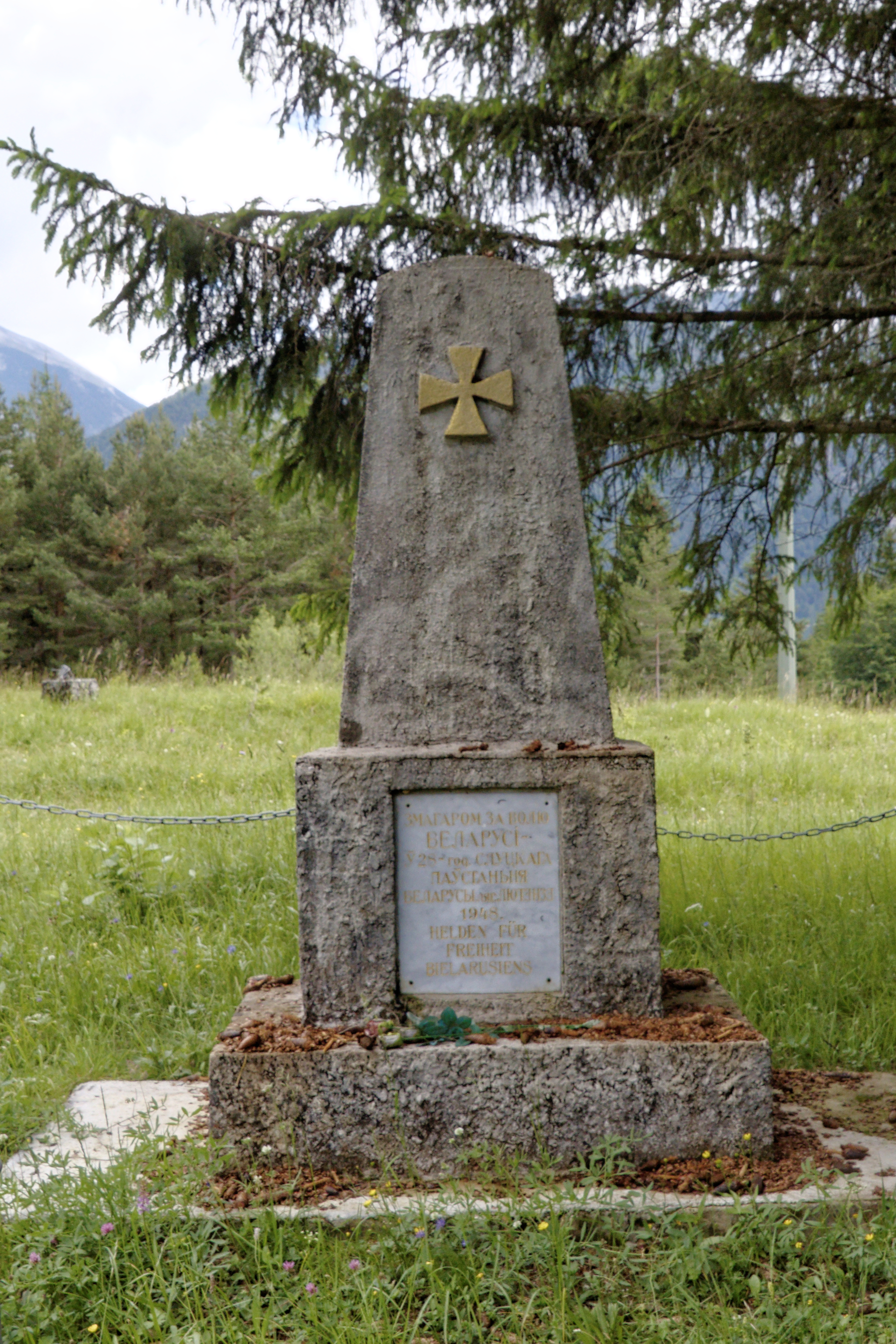
Das Denkmal belarussischer Kriegsgefangener in Mittenwald

Nach dem Zweiten Weltkrieg kamen tausende Belarussen aus unterschiedlichen Gründen nach Deutschland. Im Jahr 1945 befanden sich schätzungsweise 400.000 bis 500.000 Belarussen auf deutschem oder österreichischem Gebiet. Es wurden belarussische Nationalkomitees in Regensburg, München und Braunschweig gegründet. Belarussische DP-Camps befanden sich in Watenstedt, Osterhofen und im Vorort Ganghofer in Regensburg. Im Lager für Displaced Person im Michelsdorf (Cham) in der Oberpfalz waren Belarussen kulturell besonders aktiv. Zwischen 1946 und 1950 leiteten die Emigranten in Michelsdorf ein eigenes belarussischsprachiges Gymnasium, das zeitweise über 122 Schüler verfügte und nach dem Nationaldichter Janka Kupala benannt wurde. 1949 wurde die Schule nach Backnang umgesiedelt, wo sie bis Februar 1950 bestand.
Am 29. Dezember 1947 wurde bei einer Versammlung in einem DP-Camp in Osterhofen die Reaktivierung der Rada der Weißruthenischen Volksrepublik unter der Leitung von Mikola Abramtschyk beschlossen. Die Rada umfasste zu diesem Zeitpunkt 72 Mitglieder.
Im oberbayerischen Mittenwald östlich der Luttensee-Kaserne befindet sich ein Denkmal weißrussischer Kriegsgefangener. Die ehemaligen Kriegsgefangenen bzw. Displaced Person ehrten damit 1948 die Teilnehmer des Aufstands von Sluzk, einem antibolschewistischen Aufstand des Jahres 1920.

### Das unabhängige Belarus

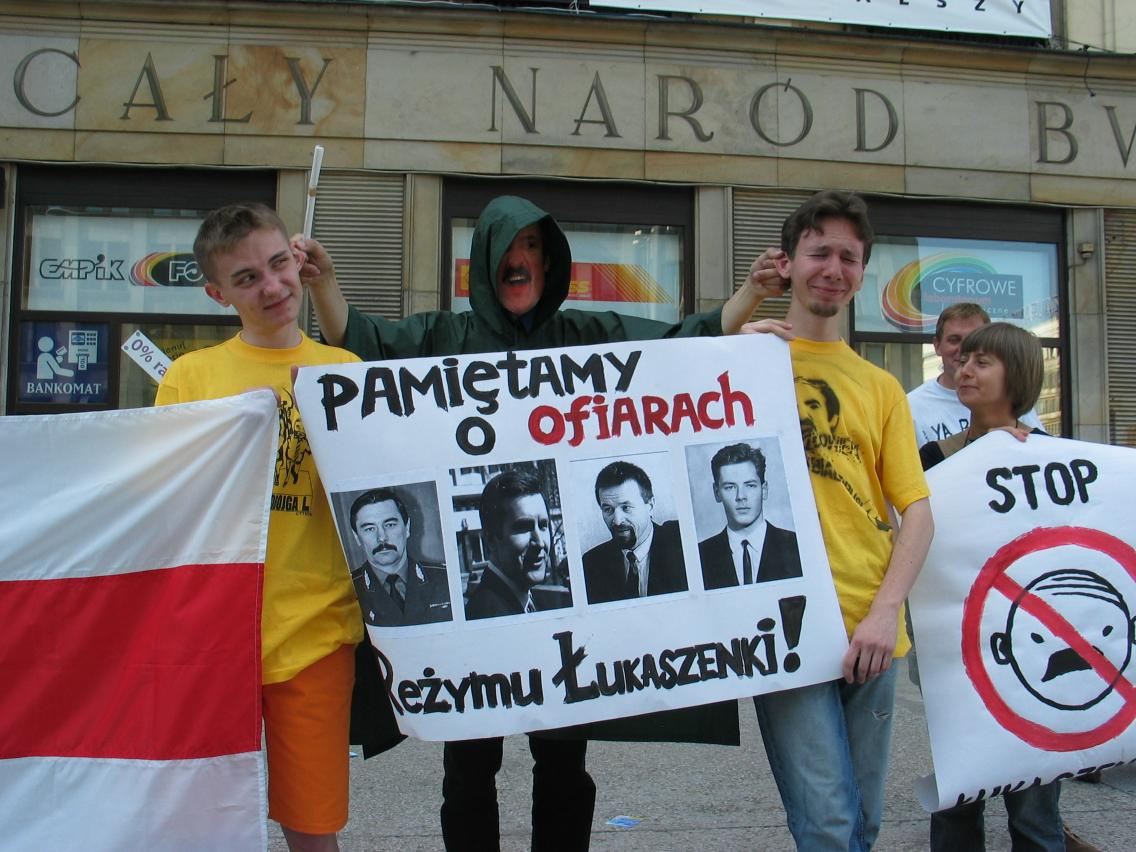
Verschwindenlassen von Oppositionellen: Demonstration in Warschau zur Erinnerung an die Personen Juryj Sacharanka, Wiktar Hantschar, Anatoli Krassowski und Dsmitryj Sawadski

Nach dem Zerfall der Sowjetunion entwickelten sich die Beziehungen zwischen Belarus und Deutschland zuerst positiv. Diplomatische Beziehungen wurden im Jahr 1992 aufgenommen. Eine Wende zum Schlechteren wurde allerdings 1994 eingeleitet, als Alexander Lukaschenko zum Präsidenten gewählt wurde. Er ging sofort gegen die sich politisch und ökonomisch nach Westen orientierende Presse vor und prangerte wiederholt die Finanztransfers politischer Organisationen – unter anderem der deutschen Friedrich-Ebert-Stiftung – an befreundete Organisationen und Medien in Belarus an.
Infolge von Menschenrechtsverstößen und Dissonanzen hinsichtlich einer marktwirtschaftlichen Öffnung des Landes verhängte die Administration der Europäischen Union unter Beteiligung Deutschlands für die belarussische Regierung 1997 ein Einreiseverbot.
Am 18. Mai 2006 beschloss die Europäische Union (wieder inklusive Deutschlands), die Konten von Präsident Lukaschenko und 35 weiteren Regierungsbeamten einzufrieren.
Zwischen der Bundesrepublik Deutschland und Belarus bestand ab 2008 bis mindestens 2011 eine sicherheitspolitische Zusammenarbeit, bei der Sicherheitskräfte Lukaschenkos in Deutschland geschult wurden. Fast 400 Grenzschützer, leitende Milizionäre und Kriminaltechniker wurden von deutschen Beamten zudem direkt in Belarus geschult und 2010 beobachteten belarussische Sicherheitskräfte deutsche Polizisten mehrere Tage im Einsatz beim Castor-Transport ins niedersächsische Gorleben.
Da die EU für die Jahre 2015 und 2016 Verbesserungen in der Menschenrechtslage des Landes ausmachte, wurde ein Großteil der Sanktionen nach der Präsidentschaftswahl in Belarus 2015 schrittweise aufgehoben. „Die Bundesregierung unterstützt die Wiederannäherung und setzt sich für weitere Schritte zur Achtung der Menschenrechte, Demokratieentwicklung und für die Stärkung des zivilgesellschaftlichen Austauschs zwischen den beiden Ländern ein“.
Infolge der Proteste in Belarus ab 2020 gegen die diktatorische Herrschaft Lukaschenkas entstand im August 2020 der Verein RAZAM e. V., die erste Interessenvertretung von und für in Deutschland lebende Menschen mit belarussischem Hintergrund. Im Zuge der Proteste erklärte Bundeskanzlerin Angela Merkel, man stünde auf der Seite der friedlichen Demonstranten. Die Ergebnisse der Präsidentschaftswahl in Belarus 2020 würde man wegen Fällen von Wahlfälschung nicht anerkennen. Merkel erklärte zudem, sie hätte im August 2020 vergeblich versucht, den belarussischen Präsidenten Aljaksandr Lukaschenka telefonisch zu erreichen. Von der Europäischen Union wird Lukaschenka nicht mehr als legitimes Staatsoberhaupt anerkannt.
Im Juni 2024 wurde der deutsche Staatsbürger Rico Krieger in einem Geheimprozess in Minsk wegen sechs Straftatbeständen zum Tode verurteilt. Ihm wurde unter anderem "Terrorismus" und "Söldnertum" vorgeworfen. Nach Angaben der Menschenrechtsorganisation Wjasna steht die Verurteilung im direkten Zusammenhang mit dem Kastus-Kalinouski-Regiment, einer Einheit belarussischer Freiwilliger, welche für die Ukraine kämpfen. Das Regiment erklärte allerdings, Krieger sei kein Teil ihrer Einheit. Im Juli begnadigte der belarussische Diktator Aljaksandr Lukaschenka Rico Krieger, nachdem dieser ein Gnadengesuch gestellt hatte. Er wurde im Rahmen des Internationalen Häftlingsaustauschs im August 2024 freigelassen.

## Hilfe nach der Katastrophe von Tschernobyl

Caesium-137-Kontamination im Jahr 1996 in Belarus, Russland und der Ukraine in Kilobecquerel pro Quadratmeter

Im Jahr 1986 kam es zur Nuklearkatastrophe von Tschernobyl in der Nordukraine nahe der belarussischen Grenze. Große Gebiete von Belarus wurden dabei verstrahlt.
Im Laufe der 1990er Jahre entstand eine größere Anzahl Tschernobyl-Hilfsvereine in Deutschland; ein Schwerpunkt ihrer Arbeit liegt auf Belarus. Im Zuge seines antiwestlichen Kurses verbot allerdings Präsident Lukaschenko immer wieder die Ausreise strahlengeschädigter belarussische Kinder in den Erholungsurlaub nach Deutschland. Begründet wurden diese Erlasse mit der Nichtrückkehr einiger Kinder nach Hause.

## Wirtschaft
Im Jahr 2014 war für Belarus nur der Handel mit Russland und der Ukraine wichtiger als der mit Deutschland. Dieser belief sich auf ca. 4 Milliarden US-Dollar. In Minsk existiert die Repräsentanz der Deutschen Wirtschaft in der Republik Belarus (der Auslandshandelskammer).
2015 war Deutschland nur noch fünfwichtigster Handelspartner von Belarus mit einem Volumen von 2,47 Milliarden US-Dollar, wobei sowohl Ein- als auch Ausfuhren stark zurückgingen.
Zu den wichtigsten deutschen Unternehmen in Belarus gehören Carl Zeiss, Fenox Automotive GmbH, Fresenius Beteiligungsgesellschaft mbH, MAZ-MAN und Vicos Nahrungsmittel GmbH.
Belarus ist zwar aufgrund seiner Lage ein wichtiges Transitland zwischen Mitteleuropa und Russland: 50 % des russischen Erdöls fließen durch die in Schwedt/Oder endende Druschba-Pipeline, die auf belarussischem Gebiet durch das Unternehmen Gomel Transneft betreut wird. Wegen der politischen Verhältnisse in Belarus weicht Russland jedoch zunehmend auf Nordeuropa aus. 2005 wurde der Bau der Nord-Stream-Pipeline durch die Ostsee von Russland nach Deutschland begonnen und 2011 fertiggestellt. Dadurch wurden die Gaslieferungen Russlands nach Westeuropa unabhängiger von Belarus.
Der Überfall Russlands auf die Ukraine und die daraus resultierenden Handelsbeschränkungen hat den Wirtschafts- und Warenverkehr stark beeinflusst.

## Kultur und Bildung
Einige tausend junge Belarussen studieren in Deutschland und eine etwas größere Zahl in Russland oder Ländern des Westens.
Mit drei belarussischen Hochschulen hat der Internationale Hilfsfonds von EU und Deutschland Partnerschaften in den Westen eröffnet. Die oft beklagte Isolation war für Belarus schon zu Zeiten der Sowjetunion schmerzhaft. Seit der Unabhängigkeit des Landes wuchs die Hoffnung der Universitäten auf Kooperationen, was aber wegen der autoritären Staatspolitik kaum gelang.
Die 1992 gegründete einzige Privatuniversität, die „Europäische humanistische Universität“, wurde im August 2004 auf staatlichen Druck geschlossen. Sie hatte, größtenteils aus westlichen Mitteln finanziert, Europastudien, Sprach- und Politikwissenschaften angeboten. Auch das Institut für Deutschlandstudien befand sich dort. Die Hochschule wurde im Juni 2005 im Exil in Vilnius (Litauen) wieder eröffnet.
Ein kulturelles Ereignis in Belarus sind seit den 2000er Jahren stattfindenden „Deutschen Wochen“.
In Minsk war 27 Jahre lang auch ein Goethe-Institut ansässig. Dieses wurde am 30. Juli 2021 auf Anweisung des belarussischen Außenministeriums geschlossen.

## Menschen

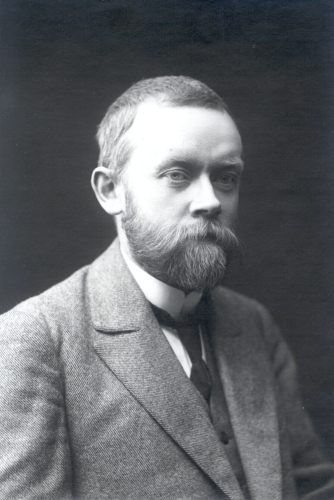
Walter Anderson

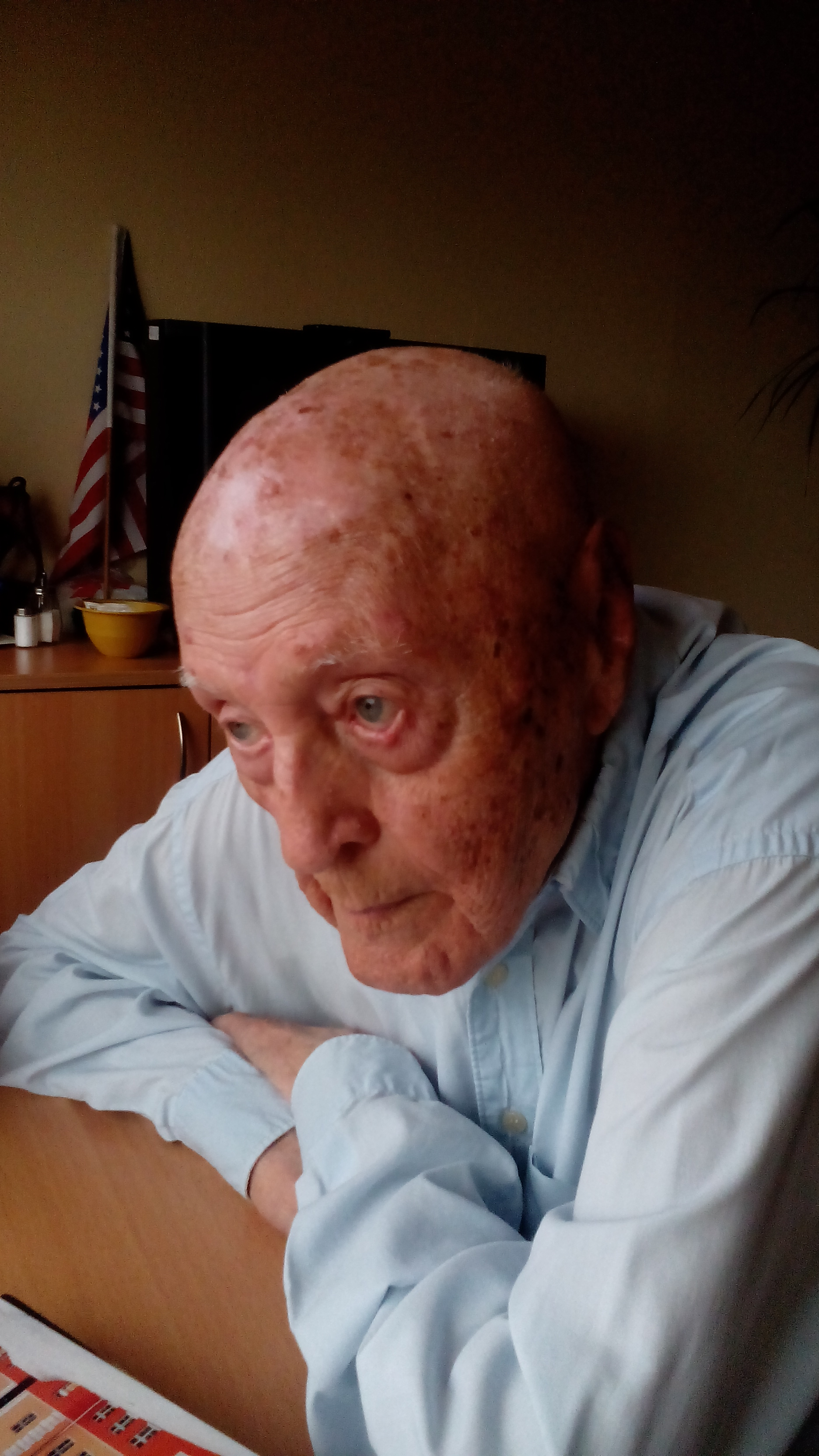
Barys Kit

Im Jahr 2015 lebten 21.151 Belarussen in Deutschland und im Jahr 2012 etwa 2.500 Deutsche in Belarus.
- Der Deutsch-Balte Walter Anderson (* 10. Oktober 1885 in Minsk; † 23. August 1962 in Kiel) war einer der bedeutendsten Folkloristen des 20. Jahrhunderts und der Programmatiker der volkskundlichen geographisch-historischen Methode (Finnische Schule).
- Robert Wartenberg (* 7. Junijul. / 19. Juni 1886greg. in Garten (alter deutscher Name für Hrodna), Russisches Kaiserreich; † 16. November 1956 in San Francisco, Vereinigte Staaten) war ein deutschamerikanischer Neurologe.
- Jury Sabaleuski (* 24. April 1889 in Stoubzy, Russisches Kaiserreich; † 26. Dezember 1957 in München, Deutschland) war belarussischer Publizist, Politiker, Aktivist, verstarb in München.
- Georg von Reutern (1906–1945), ein deutsch-baltischer Philologe, ist ein Sohn der Stadt Wizebsk.
- Nadseja Abramawa (* 1907 im Gouvernement Minsk; † 18. Februar 1979 in München), belarussische Politikerin, Aktivistin und Publizistin und Vorsitzende der Mädchenorganisationen des Weißruthenischen Jugendwerks, lebte ab 1944 in Deutschland.
- Dsmitryj Kasmowitsch (* 21. September 1909 in Njaswisch, Russisches Kaiserreich; † 23. April 1991 in Stuttgart), belarussischer politischer Aktivist, unter deutscher Besatzung Polizeichef in Smolensk, lebte bis zu seinem Tod in Stuttgart.
- Barys Kit (* 6. April 1910 in Sankt Petersburg, Russisches Kaiserreich; † 1. Februar 2018 in Frankfurt am Main) war belarussischer Mathematiker, Physiker und Chemiker, lebte seit 1972 in Frankfurt am Main.
- Andrej Minevski (* 16. September 1969 in Hrodna, Weißrussische Sozialistische Sowjetrepublik) war als Handballspieler in Belarus und Deutschland tätig und ist heute ein Handballtrainer in Deutschland.
- Andrej Klimovets (* 18. August 1974 in Homel, Weißrussische SSR) war als Handballspieler in Belarus und Deutschland tätig und ist heute ein deutscher Handballtrainer.
- Maryja Kalesnikawa (* 24. April 1982 in Minsk, Weißrussische SSR) ist eine derzeit inhaftierte Bürgerrechtlerin in Belarus, politische Gefangene sowie Musikpädagogin und Flötistin. Studierte an der Musikhochschule Stuttgart.
- Stanislav Anischenko (* 1983), ist ein belarussischer Kontrabassist. Seit September 2009 ist er Solobassist beim WDR Sinfonieorchester Köln.[32]
- Alesia Graf (* 14. Oktober 1980 in Homel, Weißrussische SSR, Sowjetunion als Alessja Klimowitsch (belarussisch Алеся Клімовіч); † 22. März 2024[33]) ist eine deutsche Boxerin belarussischer Herkunft im Superbantamgewicht.
- Alexej Dmitriev (* 24. Dezember 1985 in Minsk, Weißrussische SSR) ist ein deutsch-belarussischer Eishockeyspieler.
- Barbara Prakopenka (* 29. April 1992 in Homel, Belarus) ist eine deutsche Schauspielerin belarussischer Abstammung.
- Shenia Minevskaja (* 31. Oktober 1992 in Minsk, Belarus) ist eine deutsche Handballspielerin belarussischer Abstammung.

### Marc Chagall
Der aus dem belarussischen Wizebsk stammende Künstler Marc Chagall verbrachte eine Zeit seines Lebens in Deutschland. 1922 verließ Chagall mit seiner Familie Russland in Richtung Berlin. Gründe für die Ausreise waren neben seinen finanziellen Problemen die mangelnden Zukunftsaussichten. Die Erste Russische Kunstausstellung Berlin 1922 zeigte einige seiner Gemälde. In Berlin lernte Chagall auch die lokal bekannte Gesellschaftsfotografin Frieda Riess kennen. Deren Atelier war bekannt für exklusive Treffen der Berliner High Society. Noch im selben Jahr begann Chagall im Auftrag des Berliner Kunsthändlers Paul Cassirer Radierungen zu einer Buchausgabe von „Mein Leben“. Am 1. September 1923 siedelte Chagall mit seiner Familie nach Paris über.
1937 wurden in Deutschland auf der Ausstellung „Entartete Kunst“ 59 Werke Chagalls konfisziert.

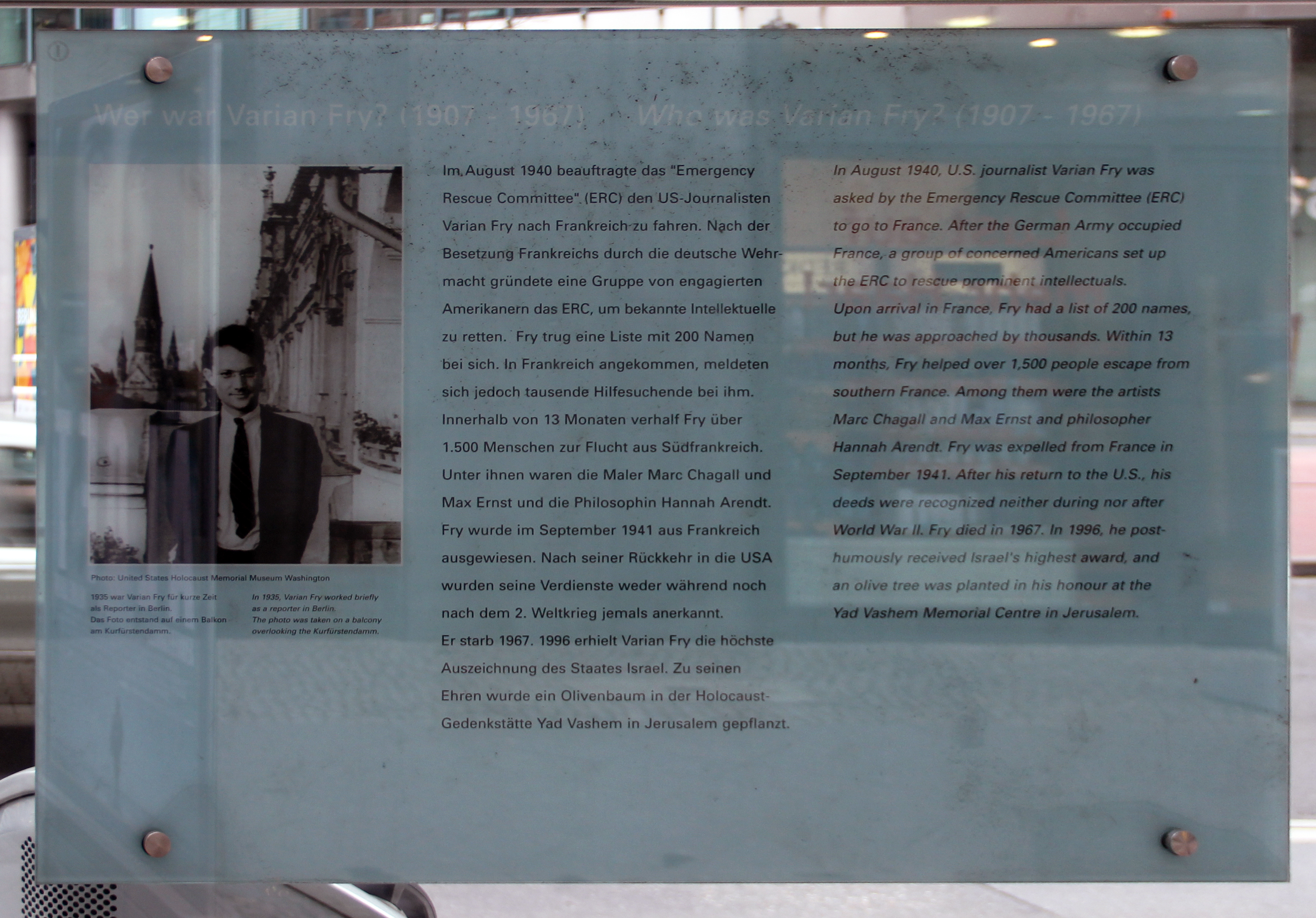
Gedenktafel Varian Fry, Potsdamer Straße 1, in Berlin-Tiergarten

Während Chagalls Aufenthalt in Marseille wurde er 1941 bei einer Polizeirazzia festgenommen. Die drohende Auslieferung an die Deutschen konnte durch Intervention der USA knapp verhindert werden. Das Vichy-Regime bot Chagall keinen Schutz mehr. Aufgrund der Hilfe von Varian Fry, dem Leiter des Emergency Rescue Committee, verließ er mit seiner Familie, mit einer Einladung des Museum of Modern Art in der Tasche, am 7. Mai 1941 Frankreich und brach per Schiff nach Amerika auf.
Nach dem Zweiten Weltkrieg kehrte Chagall nach Europa zurück. In Kassel nahm Chagall dreimal an der documenta teil: documenta 1 (1955), documenta II (1959) und documenta III (1964).
Ab 1978 schuf Chagall insgesamt neun Fenster für die Pfarrkirche St. Stephan in Mainz. Dieser Auftrag kam durch die Vermittlung des dortigen Pfarrers Klaus Mayer zustande. Die Kirchenfenster in Mainz, wo es bereits im Mittelalter heftige Judenverfolgungen gab, sollen ein dauerhaftes Zeichen für jüdisch-christliche Verbundenheit und Völkerverständigung darstellen. Chagall konnte bis zu seinem Tod insgesamt neun Kirchenfenster fertigstellen. Seit 1981 ist er Ehrenbürger der Stadt.

## Städtepartnerschaften
Seit 1989 besteht eine gemeinsame Partnerschaft von Brest mit den deutschen Städten Ravensburg, Weingarten, Baienfurt, Baindt und Berg.
Dobrusch unterhielt von 1990 bis 2020 eine Städtepartnerschaft mit Ittigen.
Helmstedt unterhält seit 1991 eine Partnerschaft mit Swetlahorsk.
Hrodna ist seit 1991 Partnerstadt von Minden (Nordrhein-Westfalen).
Minsk ist die Partnerstadt von Bonn. Die Minsker Stadtbezirke „Partyzanski“ und „Kastrychnitski“ unterhalten Partnerschaften zum Berliner Bezirk Marzahn-Hellersdorf.
Seit 1988 unterhält die Stadt Esslingen am Neckar eine Partnerschaft mit Molodetschno.